# Adapsilia scutellaris
Adapsilia scutellaris är en tvåvingeart som beskrevs av Chen 1947. Adapsilia scutellaris ingår i släktet Adapsilia och familjen Pyrgotidae. Inga underarter finns listade i Catalogue of Life.